# Окіпна Валентина Володимирівна
Валентина Володимирівна Окіпна (нар. 14 січня 1939, село Бикова Гребля, тепер Білоцерківського району Київської області) — українська радянська діячка, новатор сільськогосподарського виробництва, голова колгоспу імені XXIV з'їзду КПРС Білоцерківського району, 1-й секретар Ставищенського райкому КПУ Київської області. Депутат Верховної Ради УРСР 8-го скликання. Герой Соціалістичної Праці (8.12.1973).

## Біографія
Народилася в селянській родині. У 1955 році закінчила Озернянську середню школу Білоцерківського району Київської області.
У 1957—1960 роках — ланкова буряківничої ланки колгоспу імені Калініна села Бикова Гребля Білоцерківського району Київської області.
У 1960—1965 роках — студентка агрономічного факультету Білоцерківського сільськогосподарського інституту.
Член КПРС з 1965 року.
У 1965—1970 роках — головний агроном колгоспу імені Калініна (потім — імені XXIV з'їзду КПРС) села Бикова Гребля Білоцерківського району Київської області.
У 1970—1974 роках — голова колгоспу імені XXIV з'їзду КПРС Білоцерківського району Київської області.
У 1974—1975 роках — 2-й секретар Білоцерківського районного комітету КПУ Київської області.
У грудні 1975 — листопаді 1980 року — 1-й секретар Ставищенського районного комітету КПУ Київської області.
У 1977 році заочно закінчила Вищу партійну школу при ЦК КПРС.
З листопада 1980 року — начальник Київської обласної інспекції Державного комітету УРСР з охорони природи.
Потім — на пенсії у місті Києві.

## Нагороди
- Герой Соціалістичної Праці (8.12.1973)
- орден Леніна (8.12.1973)
- орден Трудового Червоного Прапора
- медалі